# Красьник-Кошалінський
Красьник-Кошалінський (пол. Kraśnik Koszaliński, нім. Kratzig) — село в Польщі, у гміні Бесекеж Кошалінського повіту Західнопоморського воєводства.
Населення — 764 особи (2011).

## Демографія
Демографічна структура станом на 31 березня 2011 року:
|          | Загалом | Допрацездатний вік | Працездатний вік | Постпрацездатний вік |
| -------- | ------- | ------------------ | ---------------- | -------------------- |
| Чоловіки | 368     | 87                 | 252              | 29                   |
| Жінки    | 396     | 73                 | 221              | 102                  |
| Разом    | 764     | 160                | 473              | 131                  |